# جوی‌تیرین‌درانات تاگور
جوی‌تیرین‌درانات تاگور (بنگالی: জ্যোতিরিন্দ্রনাথ ঠাকুর؛ ۴ مه ۱۸۴۹ – ۴ مارس ۱۹۲۵) نمایشنامه‌نویس، موسیقی‌دان، نقاش، سردبیر و نویسنده اهل راج بریتانیا بود.
وی مردی میهن‌پرست بود و تأثیر بسیاری بر برادر کوچکترش رابیندرانات تاگور نخستین آسیایی برنده جایزه نوبل، گذاشت.